# 嚴家淦內閣
嚴家淦內閣（1963年12月15日－1972年6月1日），歷時八年五點五個月，後由蔣經國內閣接任。

## 內閣成員
- 行政院院長：嚴家淦（ 中國國民黨，1963年12月15日－1972年6月1日）
- 行政院副院長：余井塘（ 中國國民黨，1963年12月16日－1966年6月1日）→ 黃少谷（ 中國國民黨，1966年6月1日－1969年7月1日）→ 蔣經國（ 中國國民黨，1969年7月1日－1972年6月1日）
- 行政院秘書長：謝耿民（ 中國國民黨，1963年12月14日－1967年11月29日）→ 蔣彥士（ 中國國民黨，1967年11月29日－1972年5月29日）
- 內政部部長：連震東（ 中國國民黨，1960年6月1日－1966年5月27日）→ 徐慶鐘（ 中國國民黨，1966年5月27日－1972年6月1日）
- 外交部部長：沈昌煥（ 中國國民黨，1960年5月31日－1966年5月27日）→ 魏道明（ 中國國民黨，1966年5月27日－1971年3月31日）→ 周書楷（ 中國國民黨，1971年3月31日－1972年5月29日）
- 國防部部長：俞大維（1954年6月1日－1965年1月13日）→ 蔣經國（ 中國國民黨，1965年1月14日－1969年6月30日）→ 黃杰（ 中國國民黨，1969年7月1日－1972年5月31日）
- 教育部部長：黃季陸（ 中國國民黨，1961年3月1日－1965年1月25日）→ 閻振興（1965年1月25日－1969年7月1日）→ 鍾皎光（1969年7月1日－1971年4月16日）→ 羅雲平（1971年4月16日－1972年6月1日）
- 財政部部長：陳慶瑜（1963年12月14日－1967年11月29日）→ 俞國華（ 中國國民黨，1967年11月29日－1969年6月25日）→ 李國鼎（ 中國國民黨，1969年6月25日－1976年6月9日）
- 經濟部部長：楊繼曾（1958年3月26日－1965年1月25日）→ 李國鼎（ 中國國民黨，1965年1月25日－1969年7月4日）→ 陶聲洋（1969年7月4日－1969年9月28日）→ 孫運璿（ 中國國民黨，1969年10月29日－1978年6月1日）
- 交通部部長：沈怡（ 中國國民黨，1960年7月23日－1967年12月11日）→ 孫運璿（ 中國國民黨，1967年12月11日－1969年10月11日）→ 張繼正（ 中國國民黨，1969年10月11日－1972年6月1日）
- 司法行政部部長：鄭彥棻（ 中國國民黨，1960年5月31日－1967年12月6日）→ 查良鑑（ 中國國民黨，1967年12月6日－1970年7月2日）→ 王任遠（ 中國國民黨，1970年7月2日－1975年）
- 蒙藏委員會委員長：郭寄嶠（ 中國國民黨，1963年12月14日－1972年5月29日）
- 僑務委員會委員長：高信（1962年12月3日－1972年6月1日）
- 國軍退除役官兵輔導委員會主任委員：蔣經國（ 中國國民黨，1964年7月1日－1966年）→ 趙聚鈺（ 中國國民黨，1966年－1981年6月7日）
- 青年輔導委員會主任委員：閻振興（1966年1月28日－1970年7月9日）→ 李煥（1970年7月10日－1972年8月17日）
- 國家科學委員會主任委員：王世杰（ 中國國民黨，1962年5月－1967年8月）→ 吳大猷（1967年8月－1973年6月）
- 研究發展考核委員會主任委員：陳雪屏（ 中國國民黨，1969年3月－1972年6月）
- 新聞局局長：沈劍虹（ 中國國民黨，1961年7月－1966年11月）→ 魏景蒙（1966年11月－1972年6月）
- 國際經濟合作發展委員會主任委員：陳誠（ 中國國民黨，1963年9月－1963年12月21日）→ 嚴家淦（ 中國國民黨，1963年12月21日－1969年8月4日）→ 蔣經國（ 中國國民黨，1969年8月4日－1973年8月1日）
- 衛生署署長：顏春輝（1971年3月17日－1974年6月25日）
- 人事行政局局長：王正誼（1967年9月16日－1972年5月31日）
- 主計處主計長：張導民（1963年3月－1969年1月）→ 周宏濤（ 中國國民黨，1969年1月－1978年6月）

### 不受內閣更換影響
- 原子能委員會主任委員：黃季陸（ 中國國民黨，1963年2月28日－1966年4月19日）→ 閻振興（1966年4月20日－1971年12月5日）